# Мочилы (Ливенский район)
Мочилы — деревня в Ливенском районе Орловской области России.
Входит в Здоровецкое сельское поселение.

## География
Расположена вдоль автомобильной дороги 54К-5, а также железнодорожной линии со станцией Здоровец Московской железной дороги. На противоположной стороне железной дороги находится деревня Прусынок Русско-Бродского сельского поселения.
В Мочилах имеются три улицы — Вокзальная, Отрадная и Первомайская.

## Население
| 2002 | 2010 |
| ---- | ---- |
| 103  | ↗164 |